# Barrera del so

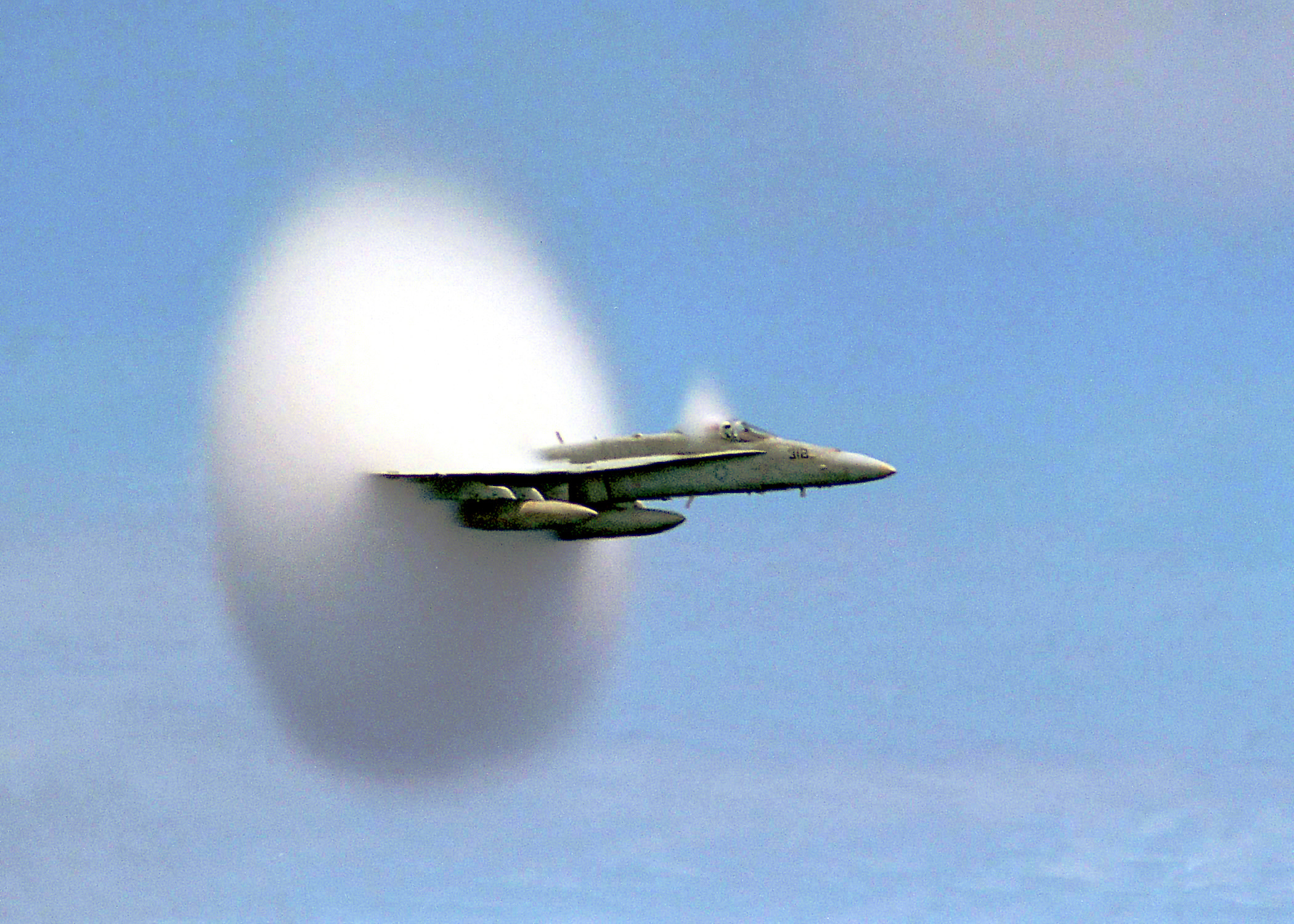
Avió F/A-18 de l'armada dels Estats Units trencant la barrera del so. El núvol és ocasionat per la singularitat de Prandtl-Glauert

En aerodinàmica, la barrera del so és un suposat límit físic que impediria que objectes de mida gran es desplacessin a una velocitat supersònica. El terme es va començar a utilitzar durant la Segona Guerra Mundial, quan un cert nombre d'avions supersònics van començar a tenir problemes de compressibilitat (així com altres problemes no relacionats) en volar a grans velocitats, i va caure en desús als anys 1950, quan els avions van començar a trencar aquesta barrera de manera rutinària.

## Primeres teories i experiències
Inicialment, es pensava que l'augment de la resistència seguia un creixement exponencial, per la qual cosa un avió no podria superar-la encara que augmentés substancialment la potència dels motors. D'aquí surt el nom de barrera del so.
De tota manera, aquesta idea ja havia estat descartada pels artillers del segle xix. Des d'Ernst Mach, se sabia que, a partir d'un cert punt, la resistència ja no augmenta més i, de fet, es redueix. De manera que, per a travessar la barrera del so, n'hi hauria prou amb disposar de major propulsió i millor aerodinàmica per a vèncer aquest punt màxim de resistència. Amb la introducció de noves formes d'ala que disminueixen la resistència, i els motors de reacció per a la propulsió, va ser possible des dels anys 1950 viatjar més ràpid que el so amb relativa facilitat.
Chuck Yeager va ser el primer humà a travessar oficialment la barrera del so, el 14 d'octubre del 1947, volant amb l'avió experimental Bell X-1 a velocitat Mach 1 i a una altitud de 45.000 peus (13.716 metres) i el 18 de maig de 1953, a bord d'un F-86 Sabre, Jacqueline Cochran va ser la primera dona en travessar-la.
De tota manera, Hans Guido Mutke afirmava haver travessat la barrera del so abans que Yeager, el 9 d'abril del 1945, en un Messerschmitt Me 262, encara que no existeixen proves científiques d'aquesta fita.